# Сухарево (Каракулинський район)
Су́харево (рос. Сухарево, удм. Сухарево) — присілок у складі Каракулинського району Удмуртії, Росія.
Населення — 130 осіб (2010; 165 у 2002).
Національний склад:
- росіяни — 82 %